# Roodkeelprachtwever
De roodkeelprachtwever (Malimbus nitens) is een zangvogel uit de familie Ploceidae (wevers en verwanten).

## Verspreiding en leefgebied
Deze soort komt voor van Senegal en Gambia tot noordwestelijk Angola, Congo-Kinshasa en westelijk Oeganda.